# Broquiès
Broquiès ist eine französische Gemeinde im Département Aveyron in der Region Okzitanien mit 612 Einwohnern (Stand: 1. Januar 2022). Sie gehört zum Kanton Raspes et Lévezou und zum Arrondissement Millau. Die Einwohner werden Broquiésois genannt.

## Geografie
Broquiès liegt etwa 25 Kilometer westsüdwestlich von Millau in einem der südlichen Ausläufer des Zentralmassivs in einer waldreichen Region am Tarn, in den hier der Dourdou de Camarès mündet. Im äußersten Süden, an der Grenze zur Nachbargemeinde Saint-Izaire mündet das Flüsschen Len in den Dourdou de Camares. Das Gemeindegebiet ist Teil des Regionalen Naturparks Grands Causses. 
Umgeben wird Broquiès von den Nachbargemeinden Lestrade-et-Thouels im Norden und Nordwesten, Villefranche-de-Panat im Norden, Le Truel im Nordosten, Les Costes-Gozon im Osten, Saint-Izaire im Süden sowie Brousse-le-Château im Westen.

## Bevölkerungsentwicklung
| Jahr                       | 1962 | 1968 | 1975 | 1982 | 1990 | 1999 | 2006 | 2013 |
| -------------------------- | ---- | ---- | ---- | ---- | ---- | ---- | ---- | ---- |
| Einwohner                  | 1118 | 1022 | 881  | 752  | 652  | 678  | 652  | 619  |
| Quellen: Cassini und INSEE |      |      |      |      |      |      |      |      |

## Sehenswürdigkeiten
- Kirche der Auffindung St. Stephans (Invention-de-Saint-Étienne)
- Kirche Saint-Amans im Ortsteil Costrix
- Kirche Saint-Laurent im Ortsteil La Cazotte
- Ortsbefestigung
- Brücke von Navech

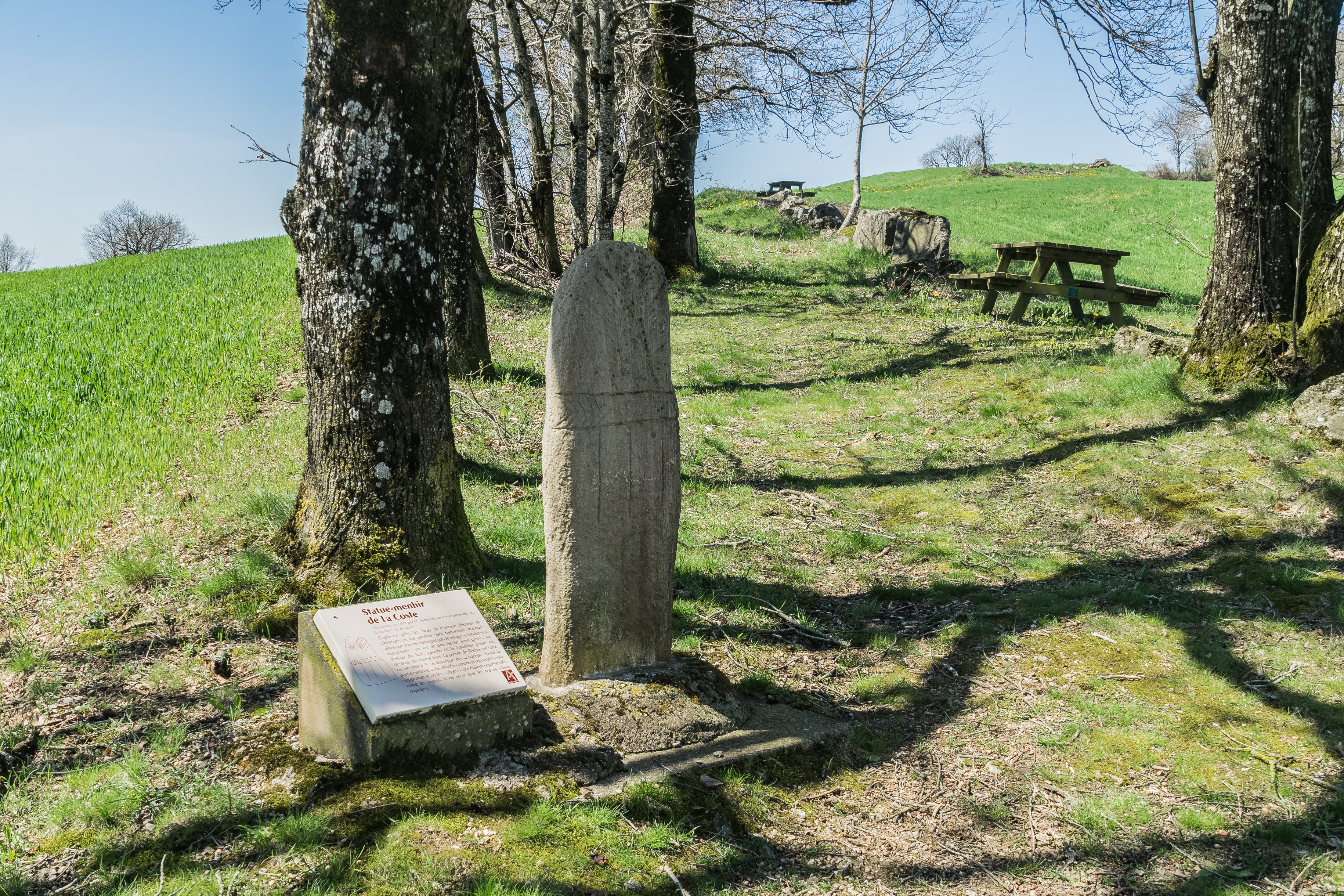
Statuenmenhir
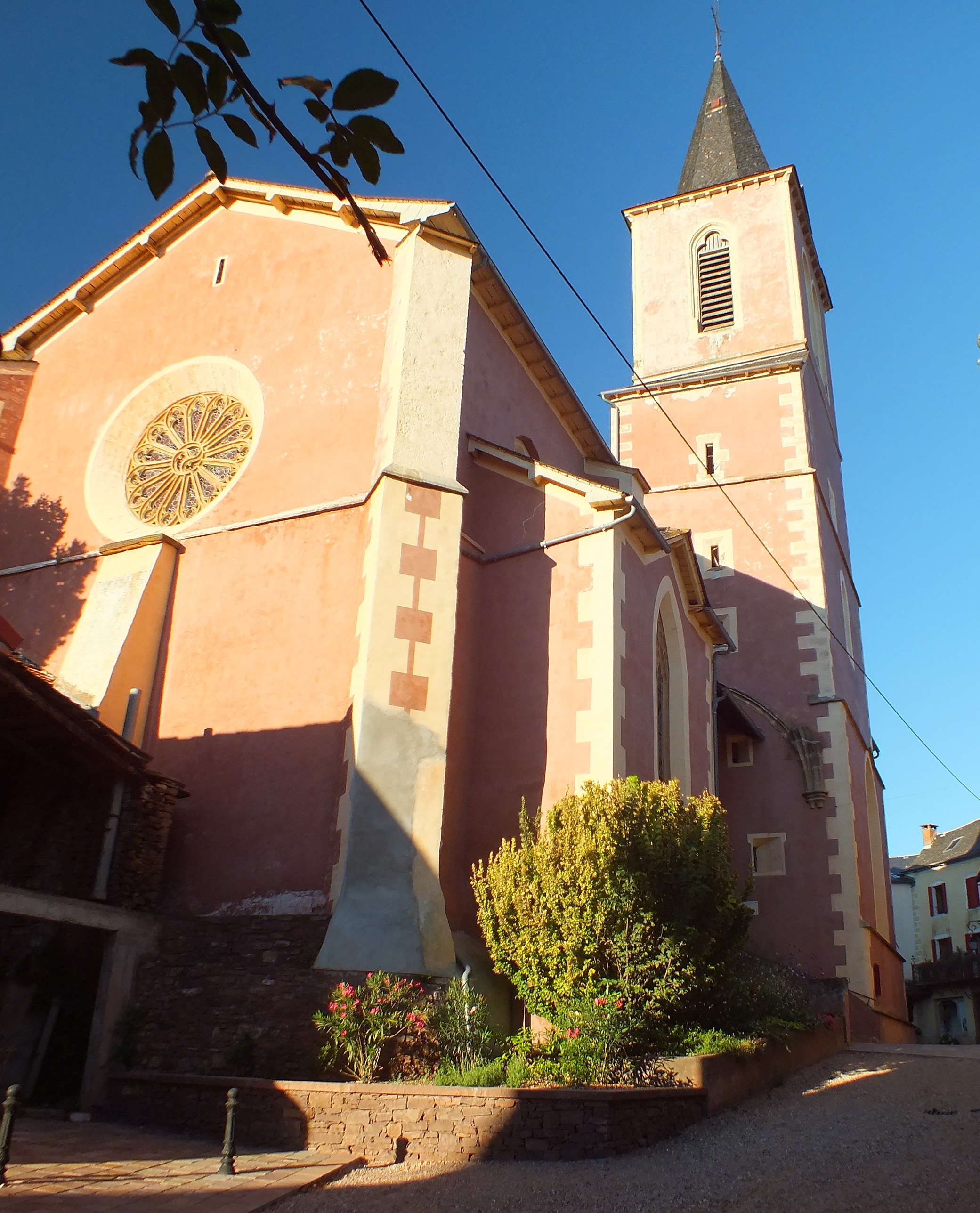
Kirche der Auffindung St. Stephans
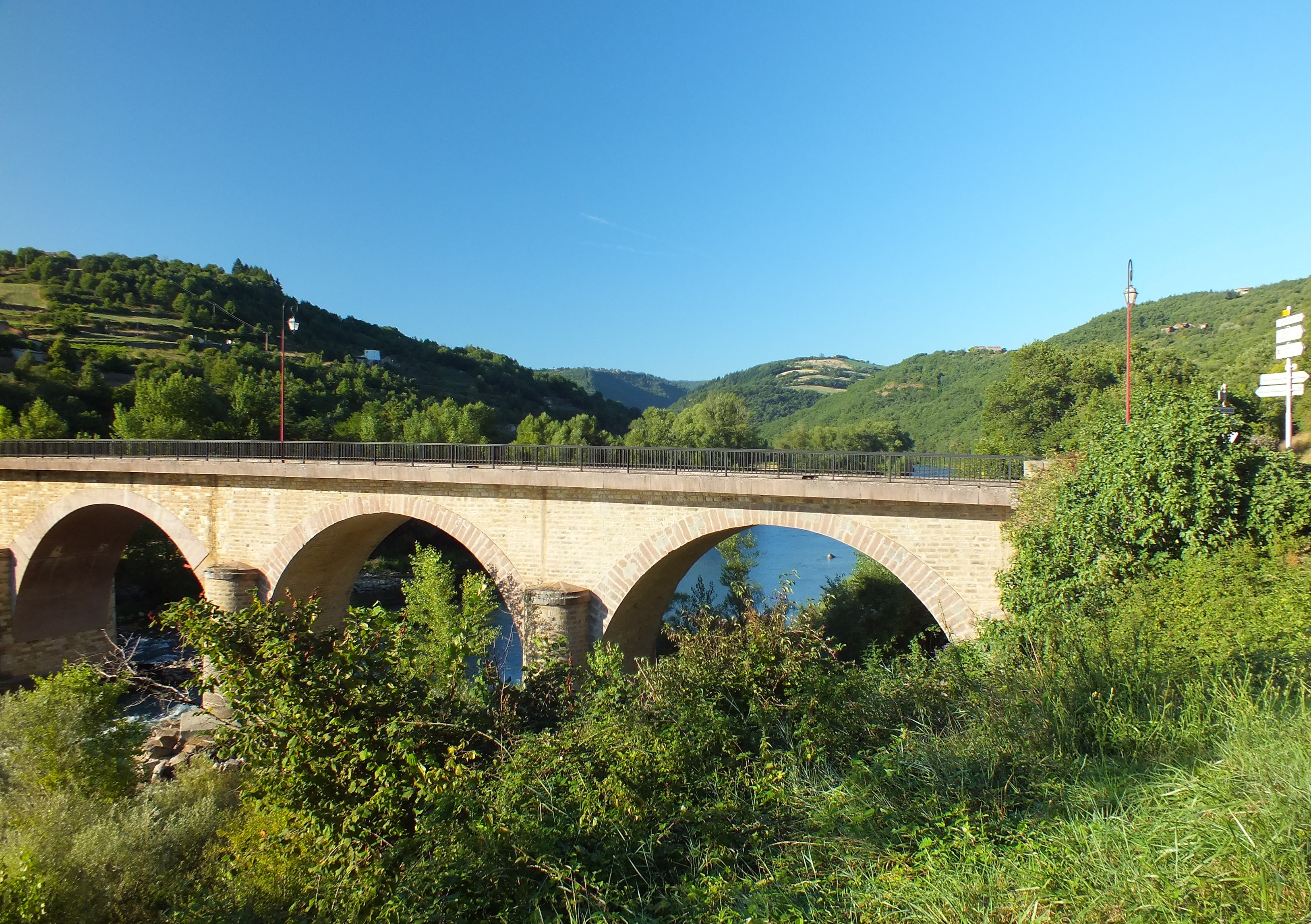
Brücke von Navech